# NGC 4314
NGC 4314 est une galaxie spirale barrée relativement rapprochée et située dans la constellation de la Chevelure de Bérénice. NGC 4314 a été découverte par l'astronome germano-britannique William Herschel en 1785.

## Caractéristiques
La classe de luminosité de NGC 4314 est I-II et elle présente une large raie HI. De plus, c'est une galaxie LINER, c'est-à-dire une galaxie dont le noyau présente un spectre d'émission caractérisé par de larges raies d'atomes faiblement ionisés.

### Distance
Sa vitesse par rapport au fond diffus cosmologique est de 1 245 ± 20 km/s, ce qui correspond à une distance de Hubble de 18,4 ± 1,3 Mpc (∼60 millions d'al).
À ce jour, une mesure non basée sur le décalage vers le rouge (redshift) donne une distance d'environ 9,700 Mpc (∼31,6 millions d'al). Cette valeur est à l'extérieur des valeurs de la distance de Hubble. Cependant, cette galaxie est relativement rapprochée du Groupe local et les mesures indépendantes sont souvent assez différentes des distances de Hubble pour les galaxies rapprochées en raison de leur mouvement propre dans le groupe où l'amas où elles sont situées. Cette valeur est peut-être plus près de la distance réelle de cette galaxie. Notons que c'est avec les mesures des valeurs indépendantes, lorsqu'elles existent, que la base de données NASA/IPAC calcule le diamètre d'une galaxie.

### Galaxie anémique
Selon une étude publiée en 2002, NGC 4314 une galaxie anémique en raison de son faible taux de formation d'étoiles.

## Morphologie
NGC 4314 a été utilisée par Gérard de Vaucouleurs comme une galaxie de type morphologique (R1')SB(r'l)a dans son atlas des galaxies,.
Eskridge, Frogel et Pogge ont publié un article en 2002 décrivant la morphologie de 205 galaxies spirales ou lenticulaires rapprochées. Les observations ont été réalisées dans la bande H de l'infrarouge et dans la bande B (le bleu). Selon Eskridge et ses collègues, NGC 4314 est de type (R)SB(r)0/a pec dans la bande B et (R)SBa dans la bande H. Le bulbe de NGC 4314 est brillant et condensé au centre de celle-ci. Les isophotes internes sont circulaires, mais ils deviennent elliptiques à de plus grands rayons. Le bulbe est carré et il est enfilé par une longue barre étroite et proéminente. La barre présente deux anses à ses extrémités. Un anneau de faible brillance de surface coupe les extrémités de la barre. Deux larges bras spiraux de faible brillance de surface émergent des extrémités de la barre. Ceux-ci ne présentent pas de nœuds de formation d’étoiles, mais on peut les tracer sur environ 120° avant qu'ils ne s'estompent.

### Un anneau de jeunes étoiles

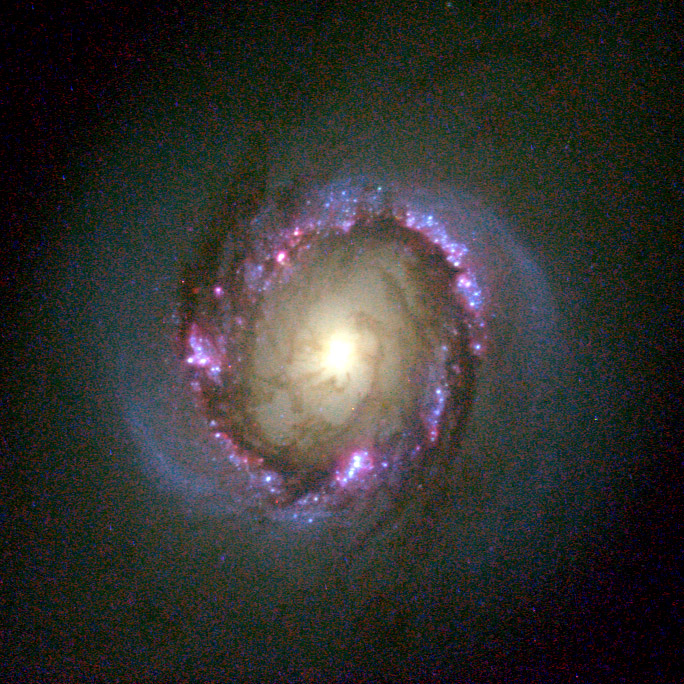
Un anneau où règne une intense formation d'étoiles entoure le noyau de NGC 4314 (télescope spatial Hubble).

Une des caractéristiques étonnantes de cette galaxie est l'anneau qui entoure son bulbe et dans lequel règne une intense formation d'étoiles. Cet anneau a été découvert par le télescope spatial Hubble et l'âge de ses étoiles ne dépasse pas cinq millions d'années. L'origine de cet anneau proviendrait d'un type de résonance gravitationnelle appelée résonance de Lindblad,.
La taille de son demi-grand axe est égale 560 pc (~1825 années-lumière).

## Trou noir supermassif
Selon une étude publiée en 2009 et basée sur la vitesse interne de la galaxie mesurée par le télescope spatial Hubble, la masse du trou noir supermassif au centre de NGC 4314 serait comprise entre 4,4 et 17 millions de {\displaystyle M_{\odot }}.
Selon une autre étude basés sur les mesures de luminosité de la bande K de l'infrarouge proche du bulbe de NGC 4314, on obtient une valeur de 107,0 {\displaystyle M_{\odot }} (10 millions de masses solaires) pour le trou noir supermassif qui s'y trouve.

## Groupe de NGC 4274  et de NGC 4725
Selon A.M. Garcia, la galaxie NGC 4314 fait partie d'un groupe de galaxies qui compte au moins 19 membres, le groupe de NGC 4274. Les autres membres du New General Catalogue du groupe sont NGC 4020, NGC 4062, NGC 4136, NGC 4173, NGC 4203, NGC 4245, NGC 4251, NGC 4274, NGC 4278, NGC 4283, NGC 4310, NGC 4359, NGC 4414, NGC 4509 et NGC 4525.
D'autre part, sept des galaxies de ce groupe (NGC 4245, NGC 4251, NGC 4274, NGC 4278, NGC 4283, NGC 4310 et NGC 4314) font partie d'une autre groupe décrit dans un article publié en 1998 par Abraham Mahtessian. Il s'agit du groupe de NGC 4725, la galaxie la plus brillante de ce groupe qui compte 16 membres. Certaines galaxies du groupe de NGC 4725 font partie d'autres groupes décrits dans l'article de Garcia. Les frontières entre les groupes ne sont pas clairement établies et dépendent des critères de proximité utilisés par les auteurs.